# Homonota whitii
Homonota whitii es una especie de lagarto gekónido del género Homonota. Es un saurio de hábitos nocturnos y de dieta insectívora que habita en el centro del Cono Sur de Sudamérica.

## Distribución y hábitat
Homonota whitii es un endemismo de la Argentina, distribuyéndose en roquedales serranos del noroeste, centro y oeste del país, en las provincias de: Salta, Tucumán, Catamarca, La Rioja y Córdoba teniendo también citas en zonas andinas de Mendoza, aunque tal vez sean confusiones con otras especies.

## Taxonomía
Homonota whitii fue descrita originalmente en el año 1885 por el biólogo belga - inglés George Albert Boulenger.
Localidad tipo
La localidad tipo es: Cosquín, Córdoba, Argentina. El ejemplar holotipo fue depositado en el Museo de Historia Natural de Londres (BMNH).
Etimología
Etimológicamente el término genérico Homonota deriva de las palabras en idioma griego homos que significa ‘uniforme’, ‘mismo’, ‘similar’ y notos que se traduce como ‘dorso’ o ‘espalda’. El nombre específico whitii refiere al apellido del colector del ejemplar tipo: E. W. White, a quien fue dedicada la especie.

## Características
Homonota whitii es un pequeño lagarto saxícolo, terrestre y nocturno, de unos  43 mm entre hocico y cloaca. Se reproduce de manera ovípara y se alimenta de insectos.
Una combinación de caracteres diagnósticos permite separarlo de otras especies del género Homonota. H. whitii no presenta escamas quilladas ni escama internasal, las subcaudales son redondeadas y alargadas longitudinalmente, y el conducto auditivo con bordes dentados formados por escamas cónicas.
Es afín a Homonota andicola, de la que se diferencia por no presentar una escamita entre las escamas supranasales, por la forma de la escama rostral, por poseer un mayor número de escamas en el sector medio del cuerpo, por diferencias en las escamas caudales inferiores y por la lepidosis dorsal y gular.